# Kenia na Zimowych Igrzyskach Olimpijskich 2002
Kenię na Zimowych Igrzyskach Olimpijskich 2002 reprezentował jeden zawodnik – Philip Boit.

## Biegi narciarskie
- Philip Boit (sprint – 64. miejsce, bieg na 20 km – 77. miejsce)